# Filip Forsberg
Filip Forsberg (IPA: [ˈfiːlɪp fɔʂbærj]; * 13. August 1994 in Östervåla) ist ein schwedischer Eishockeyspieler, der seit April 2013 für die Nashville Predators aus der National Hockey League (NHL) unter Vertrag steht und dort auf der Position des Flügelstürmers spielt. Mit der schwedischen Nationalmannschaft gewann er die Goldmedaille bei der Weltmeisterschaft 2018.

## Karriere
Forsberg spielt seit seiner Jugendzeit bei Leksands IF. Dort ist er seit der Saison 2010/11 in der ersten Herrenmannschaft aktiv. Diese spielt in der HockeyAllsvenskan. Im KHL Junior Draft 2011 wurde er in der zweiten Runde vom HK Sibir Nowosibirsk an 41. Stelle ausgewählt; ein Jahr später beim NHL Entry Draft 2012 an elfter Gesamtstelle von den Washington Capitals. Am 13. Juli 2012 unterzeichnete er einen Einstiegsvertrag über drei Jahre mit den Capitals.
Am 3. April 2013 tauschten die Capitals die NHL-Rechte an Forsberg gegen die Stürmer Martin Erat und Michael Latta von den Nashville Predators. Nachdem Forsberg die Saison bei Leksands IF beendet hatte, nahmen die Predators ihn direkt in den Kader auf, sodass er am 14. April 2013 zu seinem Debüt in der NHL kam. Die folgende Spielzeit 2013/14 verbrachte er zum größten Teil beim Farmteam in der American Hockey League, den Milwaukee Admirals.
Zur Saison 2014/15 wurde er unter dem neuen Cheftrainer Peter Laviolette erneut in den Kader der Predators aufgenommen und erreichte in seiner Rookiesaison die Rekordmarke für die meisten Punkte eines Rookies. Mit 38 Punkten (14 Tore und 24 Assists) nach 39 Spielen überbot er früh in der Saison die vorherige Bestmarke von Alexander Radulow, der in der Saison 2006/07 37 Punkte (18 Tore und 19 Assists) erreichen konnte. Demzufolge wurde er als NHL-Rookie des Monats November ausgezeichnet und nahm zudem am NHL All-Star Game teil. Insgesamt erzielte der Angreifer in der Saison 2014/15 63 Scorerpunkte (26 Tore und 37 Assists) und führte die Predators damit in Punkten und Toren an. Infolgedessen wurde er ins NHL All-Rookie Team gewählt. In den Playoffs um den Stanley Cup gelang ihm im fünften Spiel gegen die Chicago Blackhawks als erster Spieler der Predators ein Hattrick in den Playoffs.
In der Saison 2015/16 wurde er erneut bester Torschütze (33 Tore) und Punktesammler (64 Punkte) seiner Mannschaft. Er stellte mit seinen Toren den Franchiserekord für die meisten Tore in einer Saison ein, welchen Jason Arnott in der Saison 2008/09 mit ebenfalls 33 erzielten Toren aufgestellt hatte. Anschließend unterzeichnete er im Juni 2016 einen neuen Sechsjahresvertrag in Nashville, der ihm ein durchschnittliches Jahresgehalt von sechs Millionen US-Dollar einbringen soll.
In den Playoffs 2017 erreichte Forsberg mit Nashville das Stanley-Cup-Finale, unterlag dort allerdings den Pittsburgh Penguins. Im März 2022 erzielte er seinen 211. Treffer im Trikot der Predators und stellte damit einen neuen Franchise-Rekord auf, den zuvor David Legwand (210) innehatte. Die Saison 2021/22 beendete er mit 84 Punkten aus 69 Partien, sodass er einen neuen Karriere-Bestwert erreichte und erstmals die Marke von 1,0 Scorerpunkten pro Spiel übertraf. In der Spielzeit 2023/24 stellte er mit 48 erzielten Treffern einen weiteren Franchise-Rekord auf, den zuvor Matt Duchene (43 Tore; Saison 2021/22) innehatte. Den Bestwert für die meisten Punkte verpasste er dabei nur knapp (Roman Josi; 96 Punkte; 2021/22). Am Ende der Saison berücksichtigte man ihn daher im NHL Second All-Star Team.

### International
Forsberg spielte bei der U18-Junioren-Weltmeisterschaft 2011, beim Ivan Hlinka Memorial Tournament 2011, bei der U20-Junioren-Weltmeisterschaft 2012 und der U18-Junioren-Weltmeisterschaft 2012 für Schweden. Dabei gewann er jeweils die Silbermedaille bei den U18-Turnieren sowie die Goldmedaille beim U20-Turnier. Zudem wurde er bei der U18-Weltmeisterschaft 2012 als bester Stürmer ausgezeichnet.
Im Seniorenbereich debütierte er bei der Weltmeisterschaft 2015, wo die schwedische Auswahl den fünften Platz erreichte. Des Weiteren vertrat er sein Heimatland beim World Cup of Hockey 2016 und erreichte dort mit dem Team den dritten Platz sowie dem 4 Nations Face-Off 2025. Bei der Weltmeisterschaft 2018 gewann er mit den Tre Kronor die Goldmedaille, im Jahr 2025 folgte eine Bronzemedaille.

## Erfolge und Auszeichnungen
| - 2009 Rikspucken-Gewinn mit der Provinz Dalarna - 2010 Schwedischer U20-Junioren-Meister mit Leksands IF - 2014 NHL-Rookie des Monats November - 2015 Teilnahme am NHL All-Star Game | - 2015 NHL All-Rookie Team - 2024 Teilnahme am NHL All-Star Game - 2024 NHL Second All-Star Team |

### International
| - 2011 Silbermedaille bei der U18-Junioren-Weltmeisterschaft - 2011 Silbermedaille beim Ivan Hlinka Memorial Tournament - 2012 Goldmedaille bei der U20-Junioren-Weltmeisterschaft - 2012 Silbermedaille bei der U18-Junioren-Weltmeisterschaft - 2012 Bester Stürmer der U18-Junioren-Weltmeisterschaft | - 2013 Silbermedaille bei der U20-Junioren-Weltmeisterschaft - 2013 All-Star-Team der U20-Junioren-Weltmeisterschaft - 2014 Silbermedaille bei der U20-Junioren-Weltmeisterschaft - 2018 Goldmedaille bei der Weltmeisterschaft - 2025 Bronzemedaille bei der Weltmeisterschaft |

## Karrierestatistik
Stand: Ende der Saison 2024/25

### International
Vertrat Schweden bei:
| - U18-Junioren-Weltmeisterschaft 2011 - Ivan Hlinka Memorial Tournament 2011 - U20-Junioren-Weltmeisterschaft 2012 - U18-Junioren-Weltmeisterschaft 2012 - U20-Junioren-Weltmeisterschaft 2013 - U20-Junioren-Weltmeisterschaft 2014 | - Weltmeisterschaft 2015 - World Cup of Hockey 2016 - Weltmeisterschaft 2018 - 4 Nations Face-Off 2025 - Weltmeisterschaft 2025 |

(Legende zur Spielerstatistik: Sp oder GP = absolvierte Spiele; T oder G = erzielte Tore; V oder A = erzielte Assists; Pkt oder Pts = erzielte Scorerpunkte; SM oder PIM = erhaltene Strafminuten; +/− = Plus/Minus-Bilanz; PP = erzielte Überzahltore; SH = erzielte Unterzahltore; GW = erzielte Siegtore; 1 Play-downs/Relegation; Kursiv: Statistik nicht vollständig)

## Persönliches
Filip Forsberg hat einen jüngeren Bruder, Fredrik (* 1996), der ebenfalls professioneller Eishockeyspieler ist. Beide sind nicht mit dem ehemaligen NHL-Spieler und Triple-Gold-Club-Mitglied Peter Forsberg verwandt.